# Curvularia sorghina
Curvularia sorghina är en svampart som beskrevs av R.G. Shivas & Sivan. 1987. Curvularia sorghina ingår i släktet Curvularia och familjen Pleosporaceae.   Inga underarter finns listade i Catalogue of Life.